# Sporting Club Bastia
Lo Sporting Club Bastia, meglio noto come Bastia, è una società calcistica francese della città di Bastia. Milita nella Ligue 2, la seconda divisione del campionato francese.
Fondato nel 1905, conta 34 partecipazioni alla massima divisione calcistica francese, dove ha conseguito come miglior piazzamento un terzo posto.
Nel suo palmarès, in campo nazionale figurano una Coppa di Francia, una Supercoppa di Francia, due Ligue 2 e due Championnat National. In ambito europeo può vantare la conquista di una Coppa Intertoto.

## Storia

### Gli inizi e l'esordio in Division 1

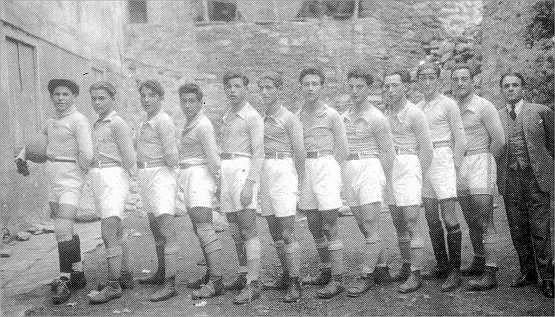
Il Bastia nel 1922

Fondato nel 1905, lo Sporting Club Bastia fu attivo per più di cinquant'anni nell'ambito regionale, partecipando alla Division d'Honneur Corse e alla Coppa di Corsica. Fu a partire dagli anni cinquanta che la squadra, grazie all'interessamento del presidente Victor Lorenzi iniziò la scalata verso il calcio professionale, culminata nel 1965 con la promozione in Division 2. Alla fine del campionato 1968-1969, dopo tre campionati conclusi nelle posizioni a ridosso della zona promozione, il Bastia vinse il campionato guadagnando così l'accesso nella massima divisione.

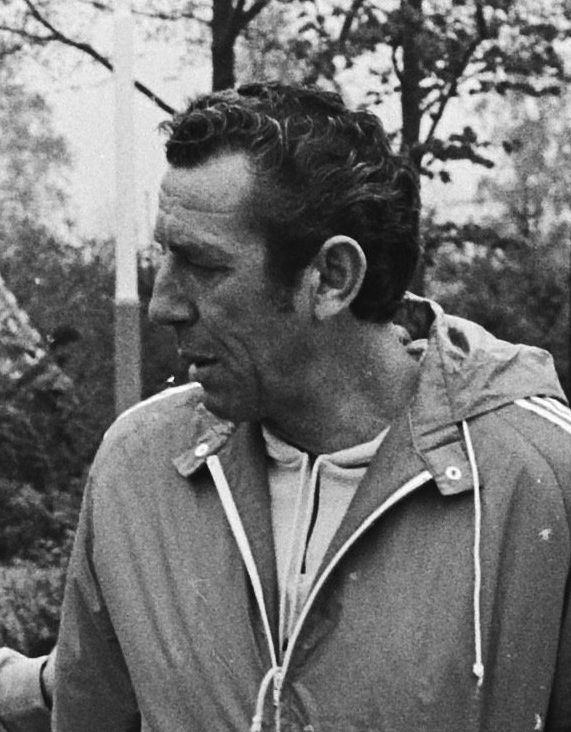
Pierre Cahuzac, allenatore del Bastia dal 1971 al 1979

Al suo esordio in Division 1 il Bastia, con una squadra composta quasi completamente da giocatori corsi, raggiunse la sesta posizione. Dopo due stagioni in cui la squadra si posizionò nelle parti basse della classifica (nella stagione 1969-1970 si classificò in penultima posizione evitando la retrocessione agli spareggi), all'inizio del campionato 1971-1972 fu chiamato in panchina Pierre Cahuzac, che al suo primo anno condusse la squadra alla qualificazione in Coppa delle Coppe (ottenuta raggiungendo la finale di Coppa di Francia, persa contro l'Olympique Marsiglia campione di Francia).

### L'esordio in Europa e la finale di Coppa UEFA
L'anno successivo la squadra, al suo esordio in Europa, fu eliminata al primo turno di Coppa delle Coppe dall'Atlético Madrid, ma riuscì a vincere il suo primo trofeo ufficiale aggiudicandosi la Supercoppa di Francia contro l'Olympique Marsiglia. Nelle tre stagioni seguenti il Bastia disputò altre stagioni concluse a metà classifica, fino alla stagione 1976-1977, in cui la squadra, grazie ad un attacco molto prolifico (82 goal segnati di cui 42 messi complessivamente a segno da Dragan Džajić e François Félix), riuscì a raggiungere il terzo posto qualificandosi per la Coppa UEFA.

Una formazione del Bastia 1977-1978, finalista di Coppa UEFA

Nella stagione seguente la squadra, con Johnny Rep in sostituzione di Džajić, raggiunse il quinto posto in campionato, mentre in Coppa UEFA, dopo aver eliminato nell'ordine lo Sporting Lisbona, il Newcastle Utd, il Torino, il Carl Zeiss Jena e il Grasshoppers, raggiunse la finale contro il PSV, dove fu battuta nella gara di ritorno a Eindhoven per 3-0 (dopo aver pareggiato per 0-0 la partita di andata in casa). La sconfitta nella finale di Coppa UEFA significò per la squadra l'inizio di un lento declino delle prestazioni: già l'anno successivo la squadra, pur presentando una formazione sostanzialmente simile a quella della stagione precedente, si classificò in quattordicesima posizione. Un sussulto si ebbe nella stagione 1980-1981, quando il Bastia, con Antoine Redin alla guida della squadra, riuscì ad aggiudicarsi la Coppa di Francia battendo il Saint-Étienne appena laureatosi campione di Francia.

### Il declino e la tragedia di Furiani
La vittoria del trofeo nazionale non arrestò il declino delle prestazioni della squadra che, pur presentando nell'organico giocatori come Roger Milla, Alberto Tarantini, Józef Młynarczyk o Pascal Olmeta, continuò a disputare campionati al di sotto della metà della classifica, fino a retrocedere con largo anticipo sulla fine della stagione 1985-1986. Negli anni successivi il Bastia, tornato in Division 2 dopo diciotto anni di militanza in massima serie, non riuscì a centrare l'obiettivo della promozione classificandosi sempre nelle posizioni a ridosso della zona promozione. Nella stagione 1991-1992, con René Exbrayat alla guida della squadra, il Bastia si classificò in quarta posizione, ma riuscì a raggiungere la semifinale di Coppa di Francia contro l'Olympique Marsiglia allora campione di Francia in carica. Tuttavia, il giorno dell'incontro, che si sarebbe tenuto il 5 maggio 1992 a Furiani, crollò una tribuna provvisoria dello stadio causando la morte di diciotto persone e il ferimento di altre duemila. Questo fatto, conosciuto come la tragedia di Furiani, determinò l'annullamento dell'edizione della coppa nazionale.

### Il ritorno in Division 1 e in Europa
Il Bastia tornò in massima serie alla fine della stagione 1993-1994, classificandosi in terza posizione. Dopo due stagioni concluse al quindicesimo posto, nel campionato 1996-1997 la squadra, con alla guida Frédéric Antonetti, raggiunse la settima posizione qualificandosi per la Coppa Intertoto, che fu vinta battendo in finale ai tempi supplementari gli svedesi dell'Halmstad. La vittoria della Coppa Intertoto permise quindi alla squadra di qualificarsi per la Coppa UEFA, dove verrà eliminata dalla Steaua Bucarest ai sedicesimi di finale. Durante la stagione 1997-1998 il Bastia riuscì inoltre a qualificarsi per una seconda volta alla Coppa Intertoto dalla quale verrà eliminata in semifinale dal Vojvodina.

### Gli anni 2000, il declino e la rinascita

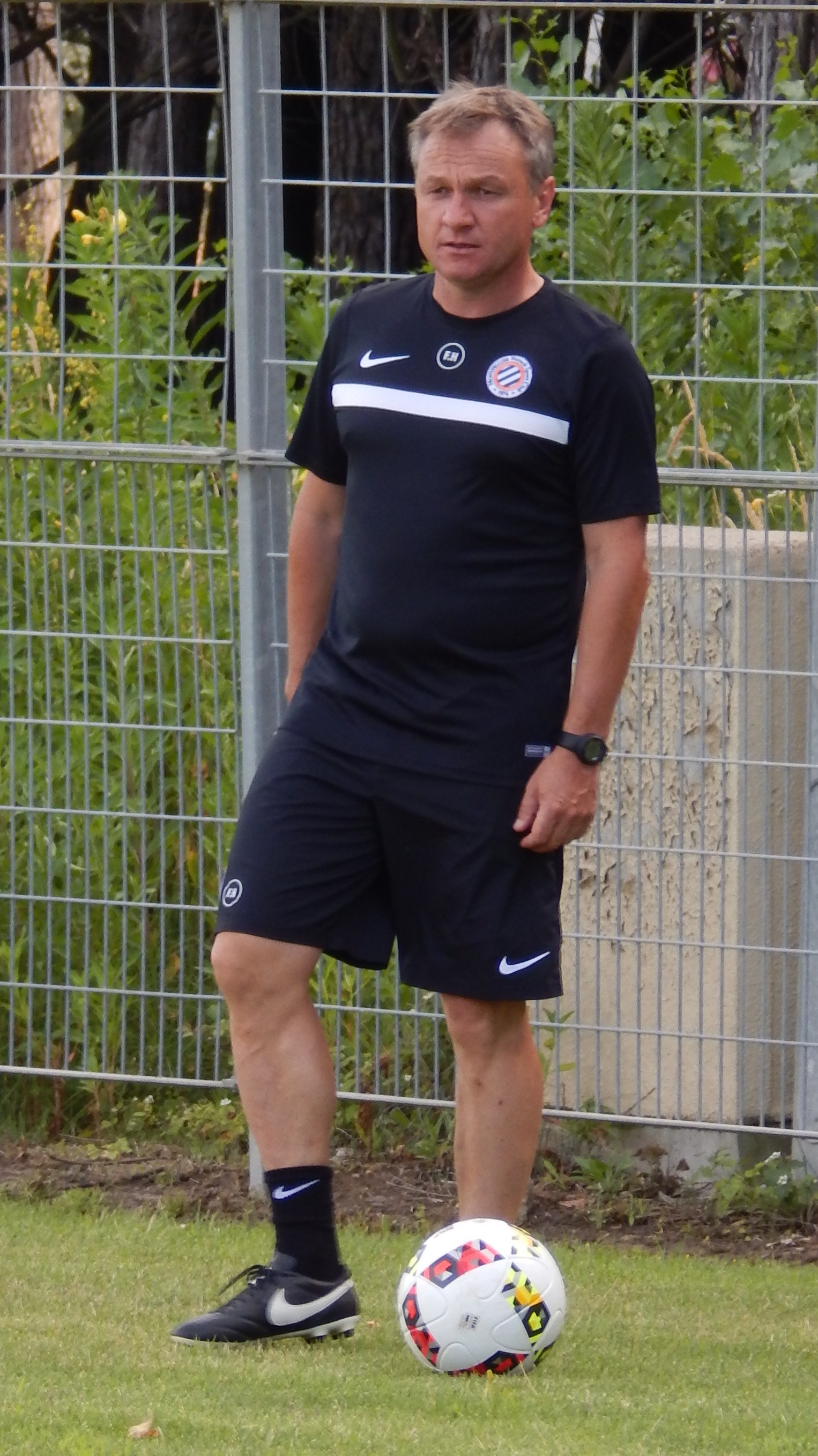
Frédéric Hantz ha portato in due anni il Bastia dal Championnat National alla Ligue 1

Nelle stagioni successive all'esperienza europea il Bastia accusò per una seconda volta una lenta flessione nei risultati con posizioni al di sotto della metà classifica (l'unica eccezione fu la finale di Coppa di Francia raggiunta durante la stagione 2001-2002, poi persa contro il Lorient), fino a quando, nella stagione 2004-2005, la squadra retrocesse in Ligue 2. Anche in seconda divisione continuò il declino dei risultati della squadra, che si piazzò per due anni consecutivi (2007-2008 e 2008-2009) all'undicesimo posto. Nel 2009-2010 si piazzò all'ultimo posto della Ligue 2 retrocedendo in Championnat National. In due stagioni però la squadra corsa compie il doppio salto, vincendo il Championnat National nel 2010-2011, e la Ligue 2 nel 2011-2012. La massima categoria sarà mantenuta fino alla retrocessione del 2017.

### La ripartenza dai dilettanti
A causa di problemi finanziari, il Bastia venne iscritto nel 2017 al Championnat National 3, il quinto livello del campionato francese. Tra il 2019 e il 2021 la squadra corsa inanellò tre promozioni consecutive, vincendo il Championnat National 3, il Championnat National 2 e il Championnat National, ritornando così in Ligue 2. 

## Colori e simboli

### Colori

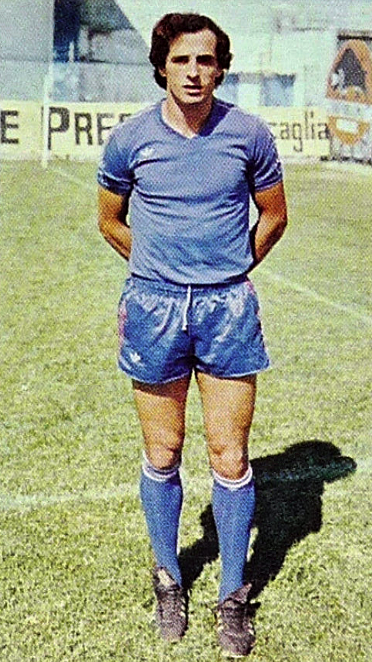
Charles Orlanducci con la classica maglia blu del Bastia

Il colore sociale del Bastia è il blu. La maglia casalinga è infatti composta da questo colore. Per la maglia da trasferta viene generalmente utilizzato il bianco.

### Simboli ufficiali

#### Stemma
Lo stemma del Bastia, adottato nel 2011, presenta al suo interno una torre stilizzata (simbolo della città) che contiene uno scudo bianco con la testa di un moro (simbolo della Corsica). Nella parte inferiore è presente l'anno di fondazione e in quella superiore la scritta S.C. Bastia.

Nella stagione 2024-2025, il logo è stato leggermente modificato, con l'aggiunta di un blu più vibrante e intenso e la rimozione del bordo nero attorno alla scritta "SC BASTIA 1905".

Stemma usato dal 2011 al 2024
Stemma in uso dal 2024

#### Mascotte
La mascotte del club è Pistellu, un leone antropomorfo vestito con la maglia della squadra.

## Strutture

### Stadio

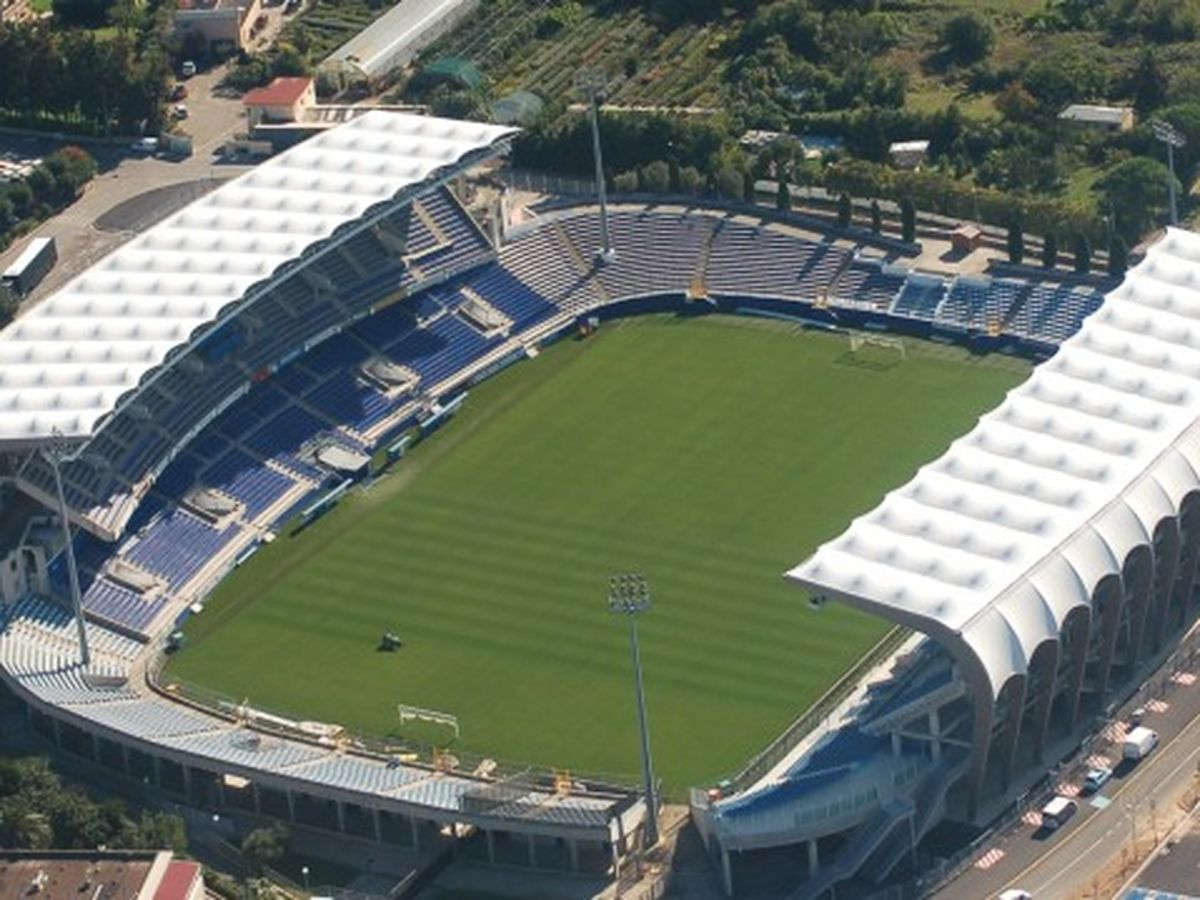
Lo stadio Armand Cesari

Il Bastia disputa le partite di casa allo stadio Armand Cesari situato a Furiani. L'impianto è stato inaugurato il 16 ottobre 1932. Il 25 luglio 1933 lo stadio venne intitolato all'allora presidente Pierre Luciani. Dalla stagione 1937-1938 la struttura venne ribattezzata stadio Armand Cesari, in omaggio al capitano del Bastia scomparso nel 1936.

### Centro di allenamento
Il Bastia si allena al centre d'entrainement SC Bastia-Igesa.

## Società

### Organigramma societario
- Claude Ferrandi - Presidente
- Pierre-Noël Luiggi - Vicepresidente

### Sponsor
- 1968-1973 Le Coq sportif
- 1973-1981 Adidas
- 1981-1986 Puma
- 1986-1987 Gimer
- 1987-1989 MT65
- 1989-1990 C'drik
- 1990-1991 Kronos
- 1991-1992 Corfatec
- 1992-1993 Salf
- 1993-1994 Ennerre
- 1994-1995 Duarig
- 1995-2000 Reebok
- 2000-2011 Uhlsport
- 2011-2019 Kappa
- 2019- Adidas

## Allenatori e presidenti
| Allenatori - 1905-1957 ... - 1957-1961 Boumedienne Abderrahmane - 1961-1963 François Fassone - 1963-1964 Gyula Nagy - 1964-1965 André Strappe - 1965-1966 Gyula Nagy - 1966-1970 Lucien Jasseron - 1970-1971 Edmond Delfour (1ª-13ª) Gyula Nagy (14ª-16ª) Jean Vincent (17ª-34ª e spareggio) - 1971-1972 Jean Vincent (1ª-10ª) Pierre Cahuzac (11ª) Jean Vincent (12ª-17ª) Pierre Cahuzac (18ª-38ª) - 1972-1979 Pierre Cahuzac - 1979-1980 Jean-Pierre Destrumellel - 1980-1985 Antoine Redin - 1985-1986 Antoine Redin (1ª-11ª) Alain Moizan (12ª-29ª) Antoine Redin (30ª-38ª) - 1986-1991 Roland Gransart - 1991-1992 René Exbrayat - 1992-1994 Léonce Lavagne - 1994-1998 Frédéric Antonetti - 1998-1999 Henryk Kasperczak (1ª-9ª) Laurent Fournier (10ª-29ª) José Pasqualetti (30ª-34ª) - 1999-2001 Frédéric Antonetti - 2001-2002 Robert Nouzaret - 2002-2004 Gérard Gili - 2004-2005 François Ciccolini (1ª-32ª) Michel Padovani (33ª-38ª) - 2005-2009 Bernard Casoni - 2009-2010 Philippe Anziani (1ª-14ª) Michel Padovani (15ª-17ª) Faruk Hadžibegić (18ª-38ª) - 2010-2014 Frédéric Hantz - 2014-2015 Claude Makélélé (1ª-15ª) Ghislain Printant (16ª-38ª) - 2015-2016 Ghislain Printant (1ª-22ª) François Ciccolini (23ª-38ª) - 2016-2017 François Ciccolini (1ª-27ª) Rui Almeida (28ª-38ª) - 2017-2019 Stéphane Rossi - 2019-2020 Stéphane Rossi (1ª-9ª) Mathieu Chabert (10ª-21ª) - 2020-2021 Mathieu Chabert - 2021-2022 Mathieu Chabert (1ª-9ª) Régis Brouard (10ª-38ª) - 2022-2023 Régis Brouard - 2023-2024 Régis Brouard (1ª-22ª) Lilian Laslandes (23ª-38ª) - 2024- Benoît Tavenot | Presidenti - 1905-1908 Emile Brandizi - 1908-1914 Joachim Vincensini - 1919-1920 Toussaint Maestracci - 1920-1922 Charles Guitton - 1922-1925 Joseph Cesari - 1925-1930 Louis Ortenga - 1930-1933 Pierre Luciani - 1933-1973 Victor Lorenzi - 1973-1974 Joseph Frombolacci Paul Natali - 1974-1979 Paul Natali - 1979-1982 Michel Sorbara - 1982-1985 François Vendasi - 1985-1986 Joseph Gentile - 1986-1989 Pierre Fantoni - 1989-1992 Jean-François Filippi - 1992-1993 Yves Canarella - 1993-1994 Louis Santoni François Nicolaï - 1994-2004 François Nicolaï - 2004-2006 Louis Multari - 2006-2009 Charles Orlanducci - 2009-2011 Julien Lolli - 2011-2017 Pierre-Marie Geronimi - 2017- Claude Ferrandi |

## Palmarès

### Competizioni nazionali
- Coppa di Francia: 1

1980-1981
- Supercoppa francese: 1

1972
- Ligue 2: 2

1967-1968, 2011-2012
- Championnat National: 2

2010-2011, 2020-2021

### Competizioni internazionali
- Coppa Intertoto UEFA: 1

1997

### Competizioni interregionali
- Championnat National 2: 1

2019-2020 (girone A)
- Championnat National 3: 1

2018-2019 (girone D)

### Competizioni regionali
- Division d'Honneur: 17

1921-1922, 1926-1927, 1927-1928, 1928-1929, 1929-1930, 1930-1931, 1931-1932, 1934-1935, 1935-1936, 1941-1942, 1942-1943, 1945-1946, 1946-1947, 1948-1949, 1958-1959, 1961-1962, 1962-1963
- Coppa di Corsica: 15

1927-1928, 1928-1929, 1929-1930, 1930-1931, 1931-1932, 1935-1936, 1942-1943, 1945-1946, 1950-1951, 1953-1954, 1957-1958, 1958-1959, 1959-1960, 1961-1962, 2018-2019

### Competizioni giovanili
- Championnat National U17:

2001-2002
- Championnat National Under-15: 1

2001-2002

## Statistiche e record

### Partecipazione ai campionati
| Livello | Categoria                     | Partecipazioni | Debutto   | Ultima stagione | Totale |
| ------- | ----------------------------- | -------------- | --------- | --------------- | ------ |
| 1º      | Division 1                    | 26             | 1968-1969 | 2001-2002       | 34     |
| 1º      | Ligue 1                       | 8              | 2002-2003 | 2016-2017       | 34     |
| 2º      | Division 2                    | 11             | 1965-1966 | 1993-1994       | 21     |
| 2º      | Ligue 2                       | 10             | 2005-2006 | 2024-2025       | 21     |
| 3º      | Championnat de France amateur | 4              | 1959-1960 | 1964-1965       | 6      |
| 3º      | Championnat National          | 2              | 2010-2011 | 2020-2021       | 6      |
| 4º      | Championnat National 2        | 1              | 2019-2020 | 2019-2020       | 1      |
| 5º      | Championnat National 3        | 2              | 2017-2018 | 2018-2019       | 2      |

### Partecipazione alle coppe
| Competizione          | Partecipazioni | Debutto   | Ultima stagione | Totale |
| --------------------- | -------------- | --------- | --------------- | ------ |
| Coppa di Francia      | 63             | 1963-1964 | 2024-2025       | 63     |
| Coppa di Lega         | 28             | 1984      | 2016-2017       | 28     |
| Supercoppa di Francia | 1              | 1972      | 1972            | 1      |

### Partecipazioni ai tornei internazionali
| Competizione         | Partecipazioni | Debutto   | Ultima stagione | Totale |
| -------------------- | -------------- | --------- | --------------- | ------ |
| Coppa delle Coppe    | 2              | 1972-1973 | 1981-1982       | 2      |
| Coppa UEFA           | 2              | 1977-1978 | 1997-1998       | 2      |
| Coppa Intertoto UEFA | 3              | 1997      | 2001            | 3      |
| Coppa delle Alpi     | 5              | 1972      | 1982            | 5      |

### Statistiche individuali
Il calciatore che ha totalizzato più presenze con il Bastia è Charles Orlanducci, con 507 presenze dal 1969 al 1987, mentre il calciatore che ha messo a segno più reti è Claude Papi, che ha messo a segno 134 gol tra il 1969 e il 1982.
| Record di presenze - 507 Charles Orlanducci (1969-1987) - 478 Claude Papi (1969-1982) - 332 Paul Marchioni (1974-1989) - 330 Pierre-Yves André (1997-2001, 2004-2010) - 330 Yannick Cahuzac (2005-2017) - 327 Jean-Louis Cazes (1975-1984) - 327 Morlaye Soumah (1991-2004) - 266 Georges Franceschetti (1968-1978) - 255 Simeï Ihily (1978-1995) - 250 André Burkhard (1973-1980) | Record di reti - 134 Claude Papi (1969-1982) - 102 Pierre-Yves André (1997-2001, 2004-2010) - 78 François Félix (1971-1978) - 58 Marc Kanyan Case (1969-1973) - 57 Jacques Zimako (1972-1985) - 55 Anto Drobnjak (1994-1997) - 54 Frédéric Née (1998-2001, 2003-2006) - 50 Roger Milla (1980-1984) - 48 Louis Marcialis (1978-1985) - 46 Étienne Sansonetti (1969-1971) |

## Tifoseria

### Storia
In Corsica il Bastia è la squadra maggiormente sostenuta, essendo quella con la miglior tradizione sportiva. Il movimento ultras si sviluppò a partire dal 1992, con la formazione del primo gruppo di tifoseria organizzata chiamato Testa mora '92. Il gruppo si sciolse nel 2004. In seguito venne costituita un'altra organizzazione di tifosi che prese il nome di Bastia 1905. È inoltre presente un gruppo chiamato Diaspora Turchina (fondato nel 2010) presente sul continente francese.

### Gemellaggi e rivalità
A livello regionale, la principale rivalità è con l'Ajaccio. Nonostante ciò le squadre si sono incontrate poche volte nello stesso campionato e la rivalità risulta meno accesa.
A livello nazionale la maggiore rivalità persiste con il Nizza. Gli scontri tra le tifoserie sono principalmente motivati dal fenomeno del nazionalismo corso.
La Tribune Petrignani del Calcio Bastia dal 2004 intrattengono un rapporto di amicizia e rispetto con la Nuova Guardia, gruppo ultras della Torres.

## Organico

### Rosa 2024-2025
Aggiornata al 10 settembre 2024
| N. |                           | Ruolo | Calciatore                    |
| -- | ------------------------- | ----- | ----------------------------- |
| 2  | Costa d'Avorio (bandiera) | C     | Christ Ravynel Inao Oulaï     |
| 3  | Colombia (bandiera)       | D     | Juan Guevara                  |
| 4  | Francia (bandiera)        | C     | Anthony Roncaglia             |
| 5  | Francia (bandiera)        | D     | Julien Maggiotti              |
| 6  | Francia (bandiera)        | D     | Dominique Guidi               |
| 7  | Francia (bandiera)        | C     | Christophe Vincent (capitano) |
| 9  | Francia (bandiera)        | C     | Félix Tomi                    |
| 10 | Francia (bandiera)        | A     | Amine Boutrah                 |
| 13 | Francia (bandiera)        | C     | Tom Ducrocq                   |
| 14 | Francia (bandiera)        | A     | Gaëtan Charbonnier            |
| 15 | Lussemburgo (bandiera)    | D     | Florian Bohnert               |
| 17 | Francia (bandiera)        | C     | Maguette Diongue              |
| 19 | Francia (bandiera)        | C     | Mattéo Loubatières            |

| N. |                         | Ruolo | Calciatore            |
| -- | ----------------------- | ----- | --------------------- |
| 21 | Marocco (bandiera)      | D     | Mohamed Souboul       |
| 22 | Algeria (bandiera)      | D     | Kevin Van Den Kerkhof |
| 23 | Francia (bandiera)      | P     | Julien Fabri          |
| 24 | Francia (bandiera)      | D     | Tom Meynadier         |
| 25 | Senegal (bandiera)      | D     | Baye Ablaye Mbaye     |
| 26 | Mali (bandiera)         | C     | Mahamé Siby           |
| 30 | Haiti (bandiera)        | P     | Johny Placide         |
| 31 | Guinea (bandiera)       | A     | Facinet Conte         |
| 42 | Capo Verde (bandiera)   | D     | Dylan Tavares         |
| 66 | Sierra Leone (bandiera) | C     | Jocelyn Janneh        |
| 95 | Francia (bandiera)      | D     | Cheick Keita          |
| 99 | Francia (bandiera)      | D     | Yllan Okou            |
|    | Italia (bandiera)       | A     | Nicolas Parravicini   |

### Staff tecnico
Aggiornato al 1º luglio 2024
- Benoît Tavenot - Allenatore
- Lilian Laslandes - Allenatore in seconda
- Jérémy Collon - Preparatore atletico
- Nolan Martin - Preparatore atletico
- Maxime Desmars - Preparatore atletico
- Dominique Agostini  - Preparatore dei portieri
- Alexandra Luddeni - Medico sociale
- Lise Betton - Fisioterapista
- Stéphane Viale - Fisioterapista
- Hugo Hantz - Match analyst